# Egmont (wulkan)
Egmont lub Taranaki – czynny wulkan w Nowej Zelandii, na Wyspie Północnej o wysokości 2 518 m n.p.m.
W 1881 roku utworzono w promieniu 6 mil od wierzchołka rezerwat przyrody, przekształcony później w Park Narodowy Egmont. Park ma idealnie kolisty kształt, co doskonale widoczne jest na zdjęciach satelitarnych. Z uwagi na trudne często warunki klimatyczne (m.in. pokrywę śnieżną utrzymującą się często w lecie), wspinanie się na wulkan wymaga dobrego przygotowania się. 

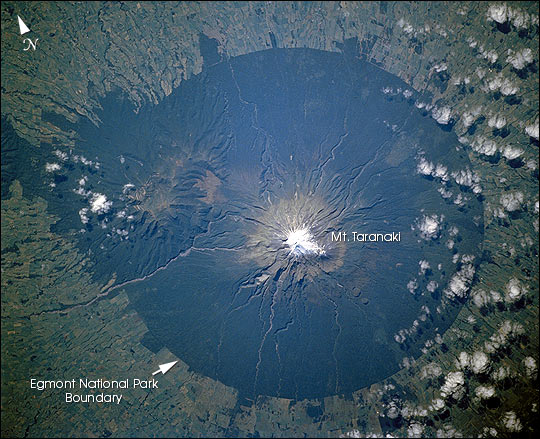
Park Narodowy Egmont z kosmosu